# Kangvon (Dél-Korea)
Kangvon független igazgatású tartomány (hangul: 강원특별자치도, Kangvon thukpjol-csacshido, handzsa: 江原特別自治道, RR: Gangwon teukbyeol jachido) Dél-Korea egyik tartománya, székhelye Cshuncshon. A koreai háború előtt a mai Észak-Korea Kangvon tartományával együtt egy tartományt alkotott. Noha jogállása 2023-tól független igazgatású tartomány, a tartomány közgyűlése angolul önmagára „Kangvon (Gangwon) Államként” (Gangwon State) hivatkozik.
2024. január 19. és február 1. között a IV. téli ifjúsági olimpiai játékok rendezője.

## Közigazgatása
| Térkép      | #            | Név    | Hangul | Handzsa | Népesség (2015) |
| ----------- | ------------ | ------ | ------ | ------- | --------------- |
|             |              |        |        |         |                 |
| — Városok — |              |        |        |         |                 |
| 1           | Vondzsu      | 원주   | 原州   | 330 854 |                 |
| 2           | Cshuncshon   | 춘천   | 春川   | 281 596 |                 |
| 3           | Kangnung     | 강릉   | 江陵   | 215 677 |                 |
| 4           | Tonghe       | 동해   | 東海   | 90 255  |                 |
| 5           | Szokcsho     | 속초   | 束草   | 79 846  |                 |
| 6           | Szamcshok    | 삼척   | 三陟   | 69 509  |                 |
| 7           | Thebek       | 태백   | 太白   | 46 715  |                 |
| — Megyék —  |              |        |        |         |                 |
| 8           | Hongcshon    | 홍천군 | 洪川郡 | 67 190  |                 |
| 9           | Cshorvon     | 철원군 | 鐵原郡 | 46 025  |                 |
| 10          | Höngszong    | 횡성군 | 橫城郡 | 42 669  |                 |
| 11          | Phjongcshang | 평창군 | 平昌郡 | 40 427  |                 |
| 12          | Csongszon    | 정선군 | 旌善郡 | 36 701  |                 |
| 13          | Jongvol      | 영월군 | 寧越郡 | 36 967  |                 |
| 14          | Indzse       | 인제군 | 麟蹄郡 | 31 219  |                 |
| 15          | Koszong      | 고성군 | 高城郡 | 28 689  |                 |
| 16          | Jangjang     | 양양군 | 襄陽郡 | 25 861  |                 |
| 17          | Hvacshon     | 화천군 | 華川郡 | 25 343  |                 |
| 18          | Janggu       | 양구군 | 楊口郡 | 22 497  |                 |

## Galéria

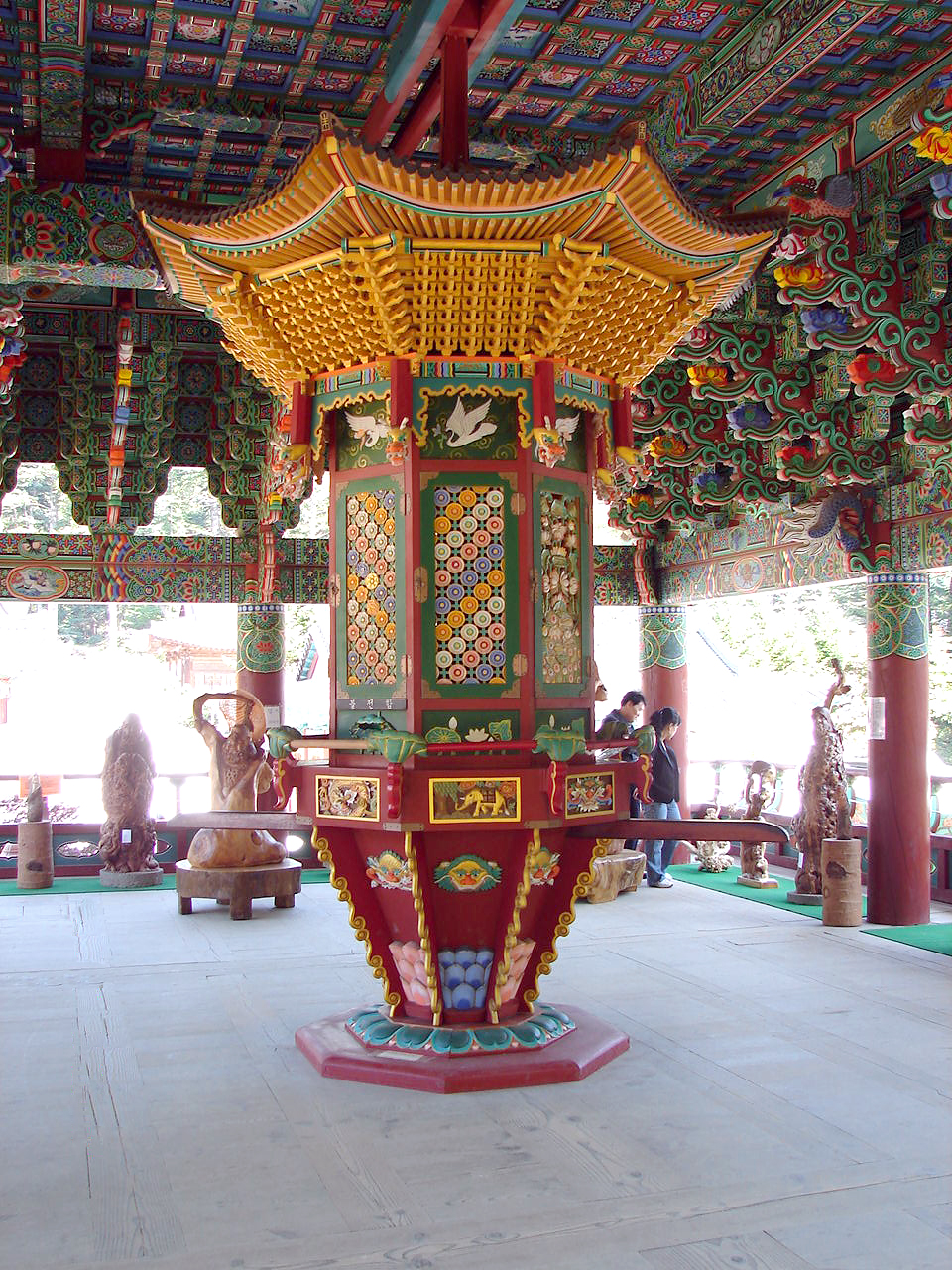
Voldzsong templom
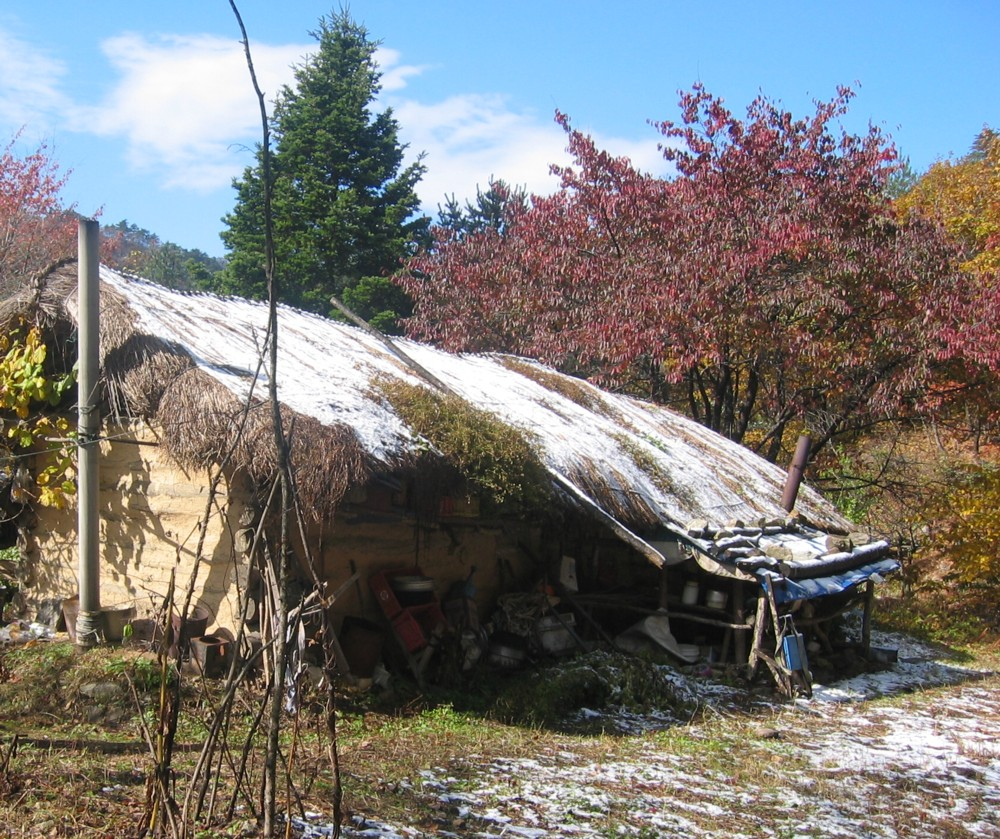
Falusi ház a Szorak-hegyen
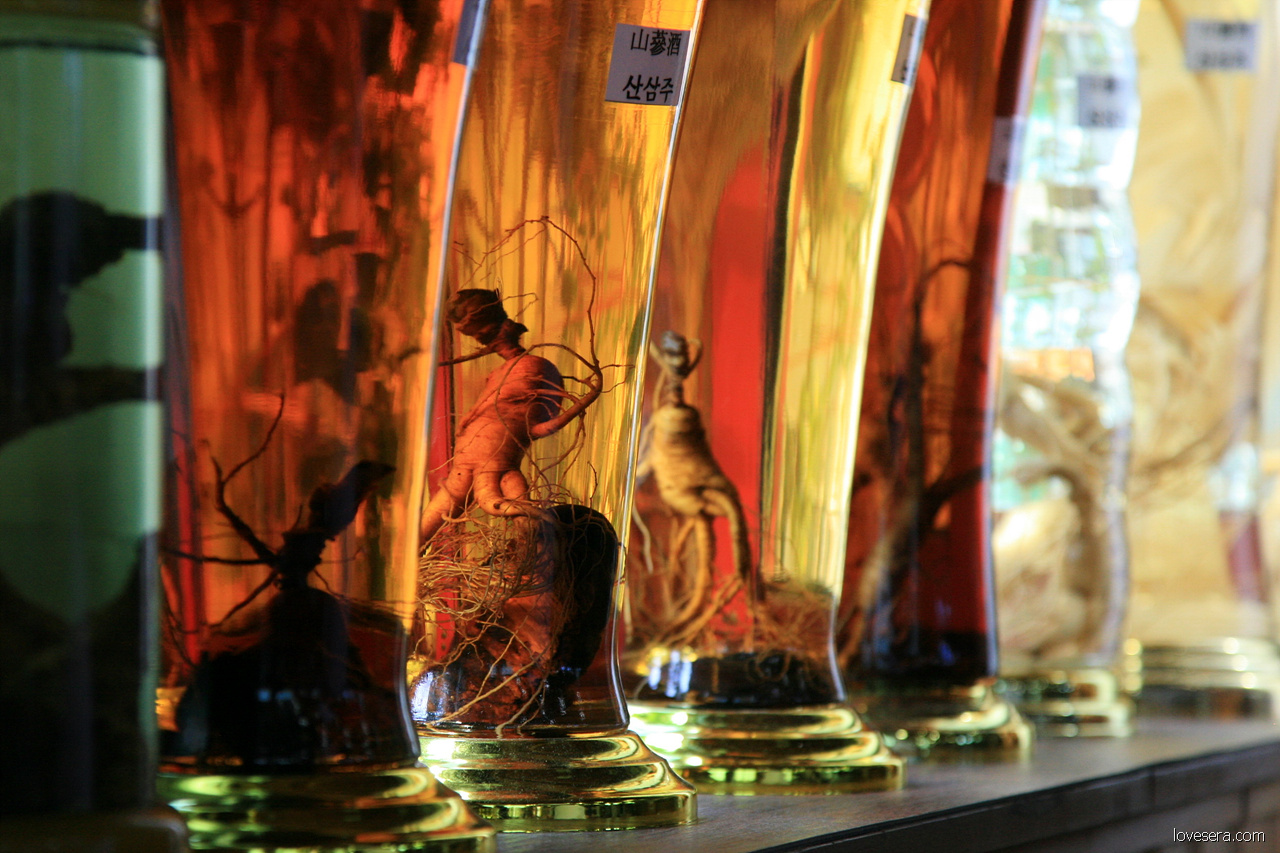
Szokcshói ginzengbor (산삼주 szanszamdzsu)
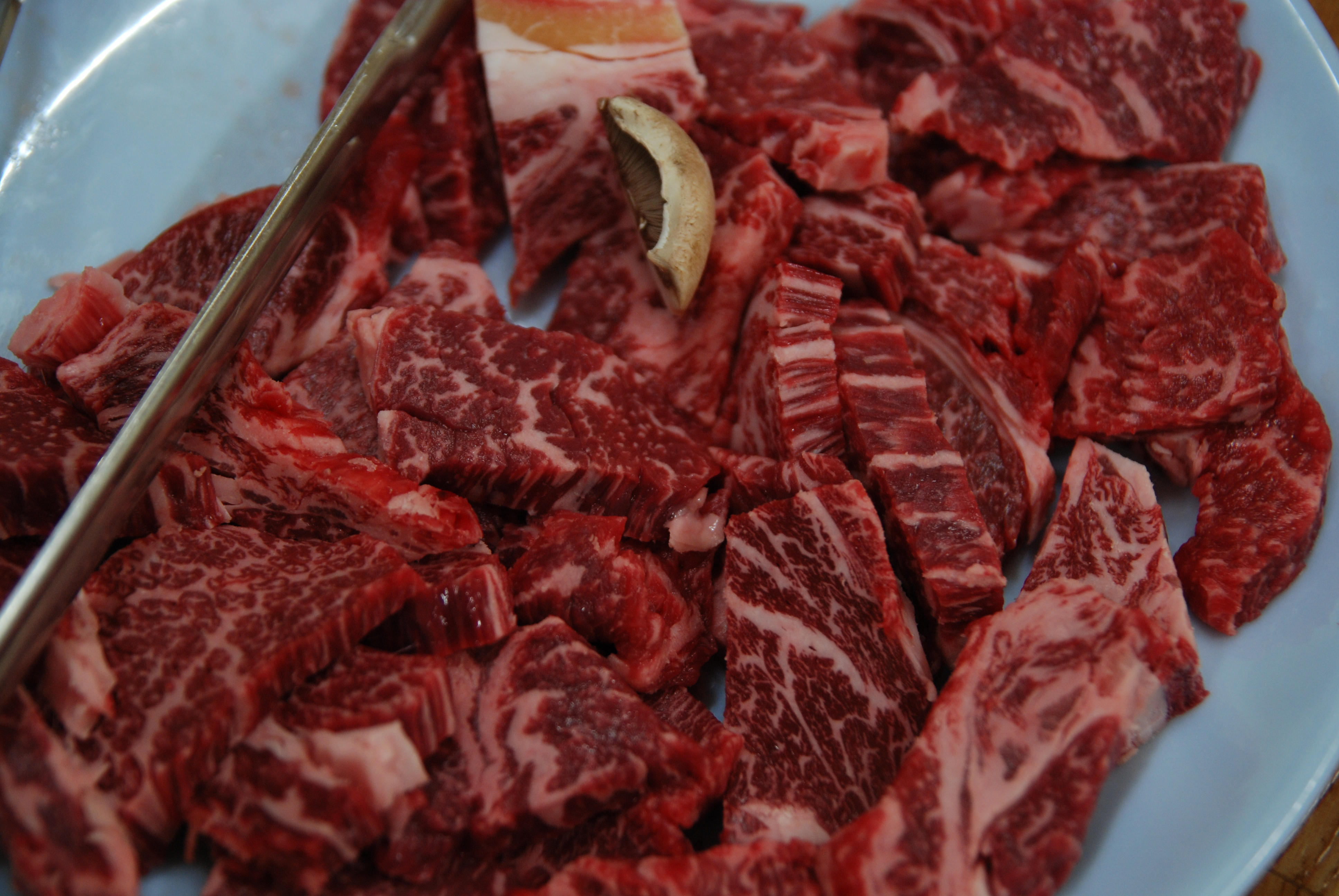
A tartomány híres a hanu marhahúsról